# گورستان شیخان
آرامستان شیخان یا قبرستان شیخان دومین قبرستان تاریخی جهان اسلام و از قبرستان‌های قدیمی شهر قم است که در نزدیکی حرم فاطمه معصومه واقع شده است.
این قبرستان در حال حاضر، محل دفن برخی از عالمان شیعه همچون زکریا بن ادریس اشعری قمی، زکریا بن آدم اشعری و میرزای قمی و همچنین کشته‌شدگان وقایع انقلاب ایران (۱۳۵۷) و سربازان ایرانی کشته‌شده در طول جنگ ایران و عراق است.
هشت تن از کشته شدگان انفجار بمب در دفتر حزب جمهوری اسلامی در هفتم تیر ۱۳۶۰ همراه خانواده‌هایشان و نیز پزشک اطفال محمد قریب در این قبرستان به خاک سپرده شده‌اند. همچنین میرزا جواد آقا ملکی تبریزی فقیه و عارف معروف و نیز فخرالسادات برقعی از مقتولان قتل‌های زنجیره‌ای ایران در این آرامستان مدفونند.
این قبرستان از نظر وسعت بسیار بزرگتر از وسعت کنونی بوده اما به مرور زمان و به علت عمر زیاد قبور بخش‌های دیگر از کاربری قبرستان خارج شده و مجموعه فعلی باقی مانده است، گفتنی است که میدان امام خمینی کنونی نیز جزو قبرستان بوده است.

## نگارخانه

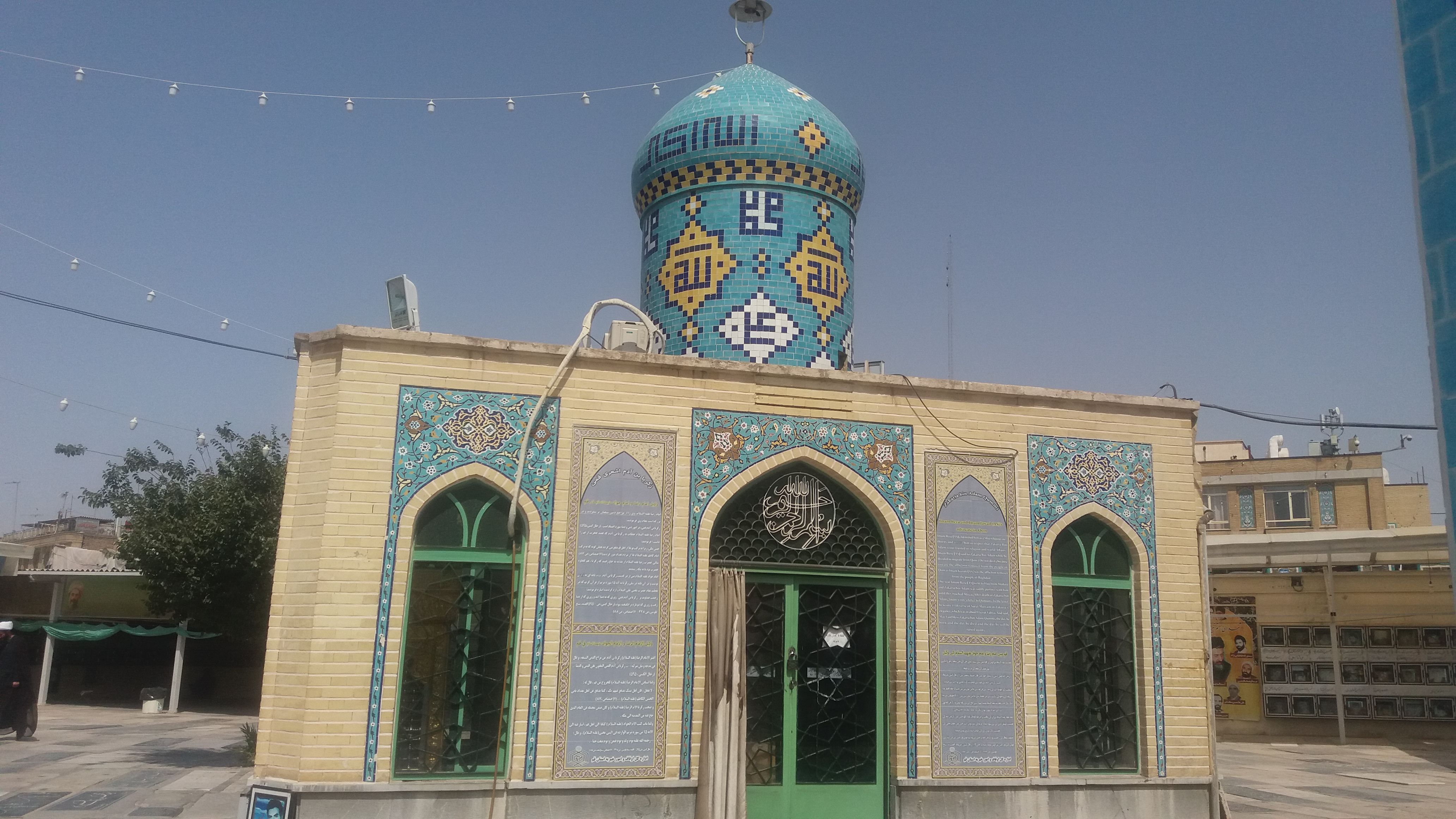
آرامگاه زکریا بن آدم اشعری - ۱۳۹۵
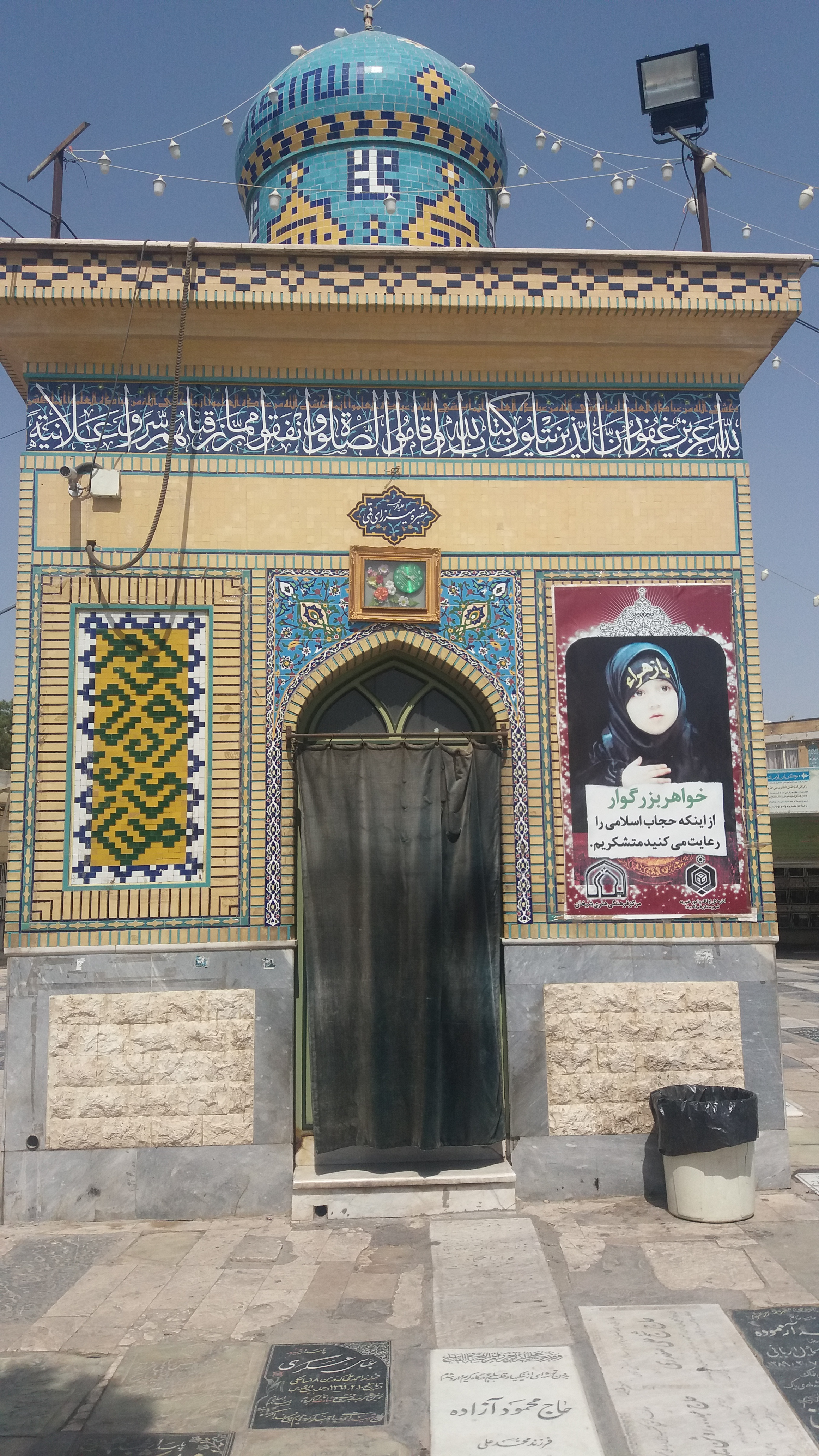
آرامگاه میرزای قمی - ۱۳۹۵
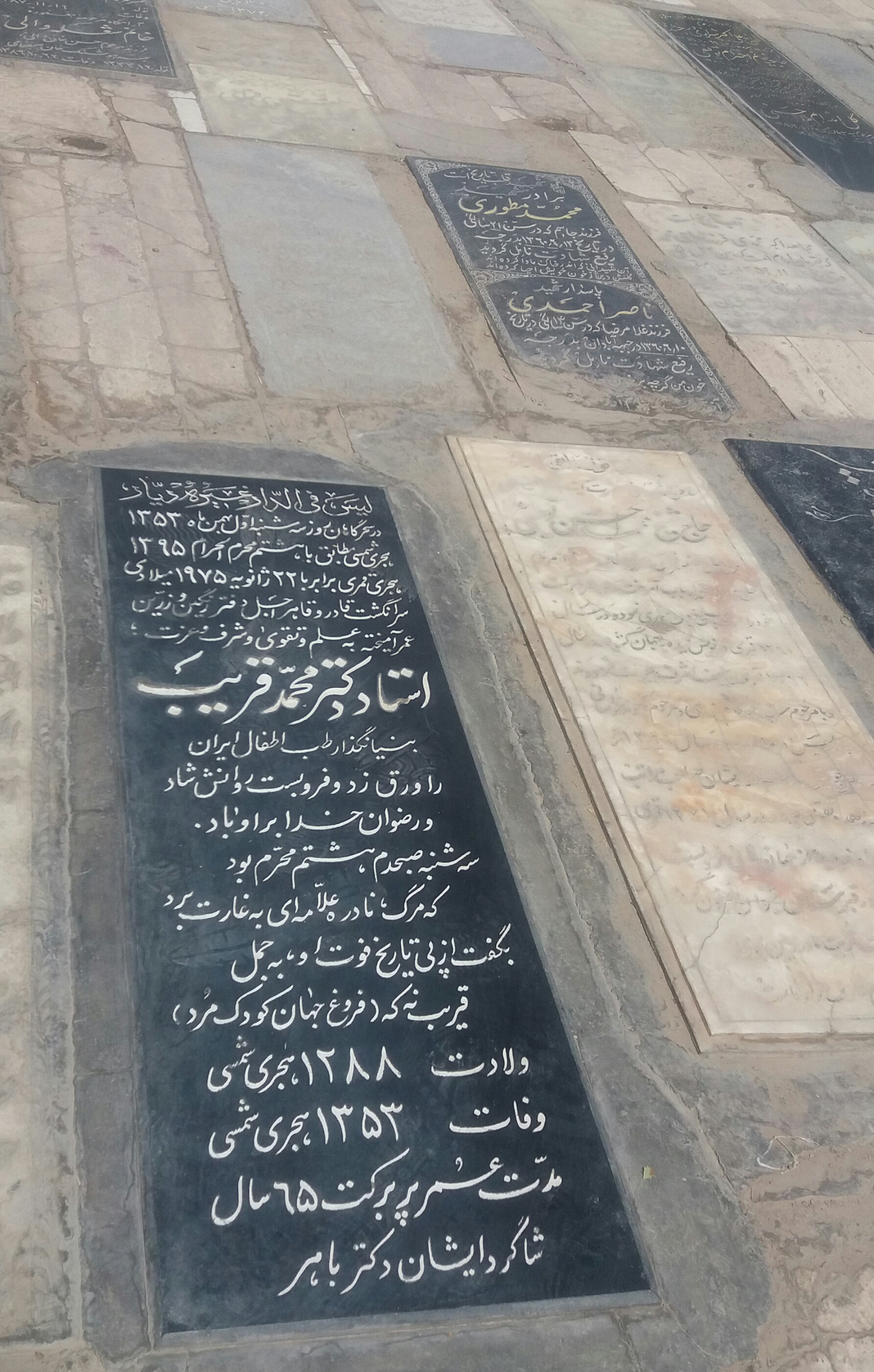
قبر محمد قریب - ۱۳۹۵
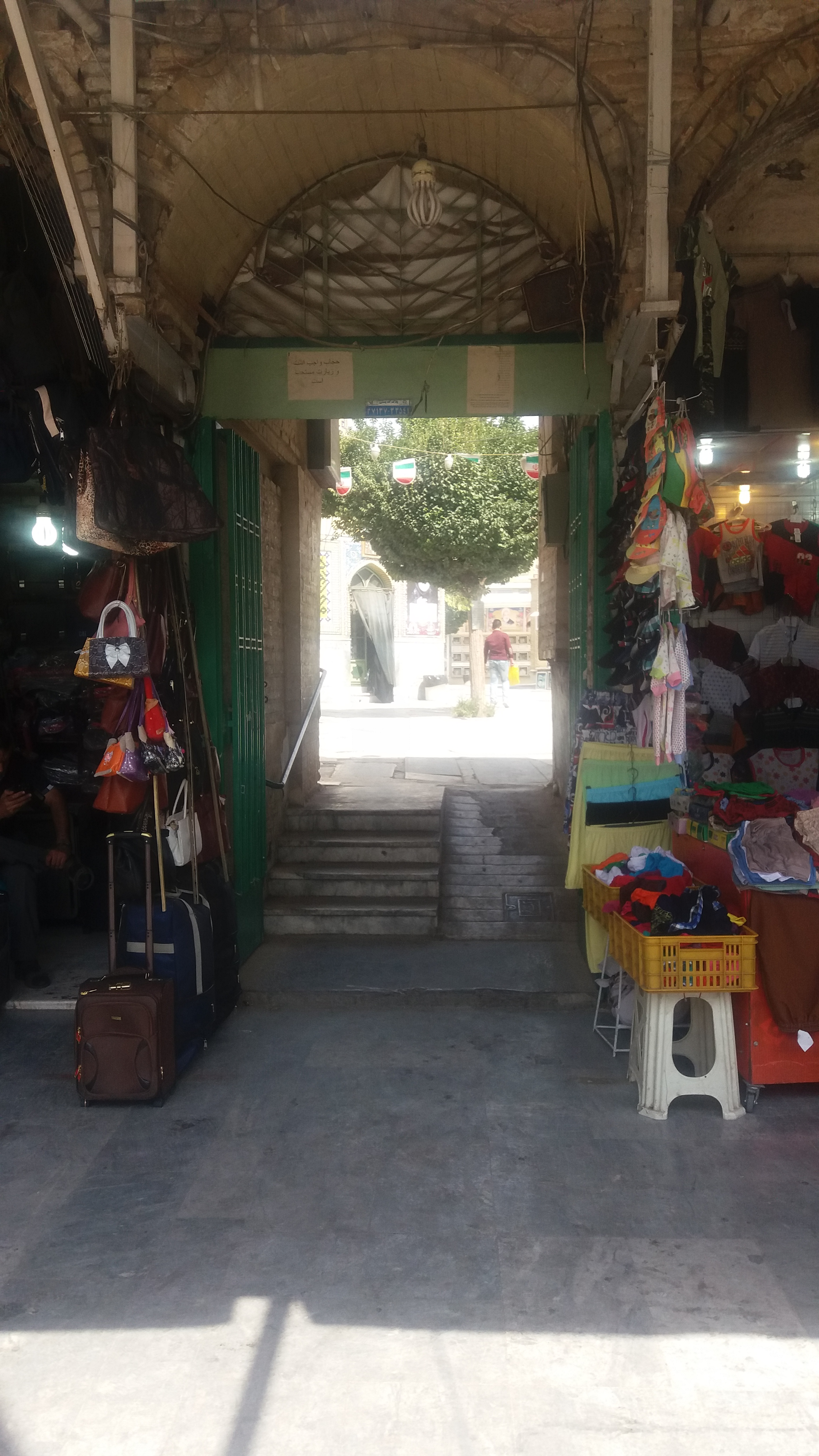
ورودی گورستان شیخان - ۱۳۹۵
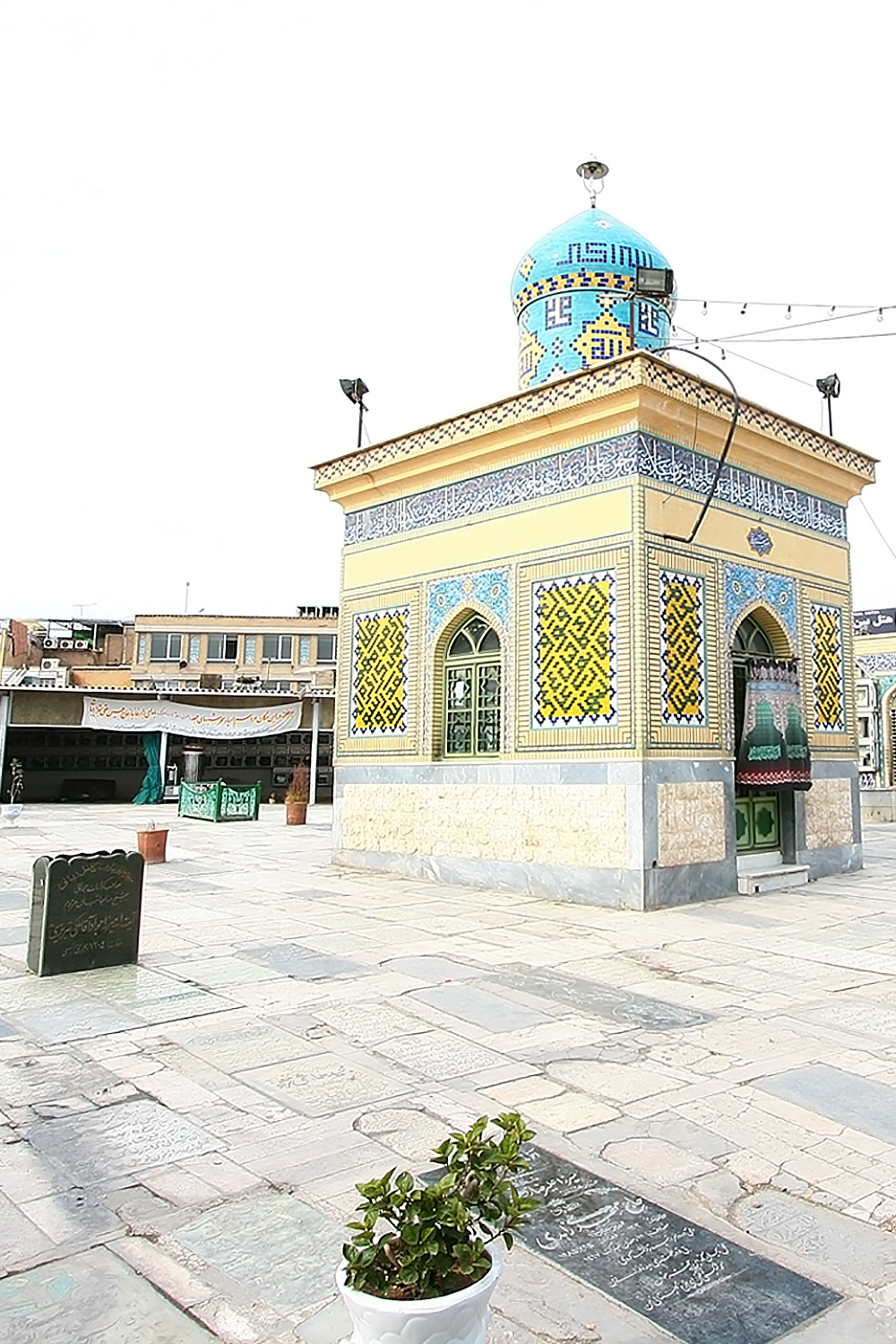